# منوسکوپ

تصویر کلاسیک سرخپوستی که برای آزمایش سیگنال تلویزیون مورد استفاده قرار گرفت، با استفاده از یک مونوسکوپ تولید می‌شد.

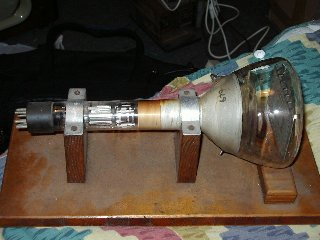
یک منوسکوپ

اوایل سینما و تلویزیون (UK) تبلیغات منوسکوپ

مونوسکوپ یک شکل خاص از لوله دوربین ضبط ویدئو بود که تنها یک تصویر غیر متحرک را نشان می‌داد. تصویر در لوله شکل می‌گرفت، از این رو نام مونو (تک) سکوپ (نمایش) را روی آن گذاشتند. این لوله شبیه به یک لامپ پرتوی کاتدی (CRT) بود. مونوسکوپ‌ها در اوایل دهه ۱۹۵۰ برای ایجاد الگوهای آزمایش سیگنال تلویزیون و آرم‌های ایستگاه فرستنده سیگنال استفاده می‌شد. این نوع سیستم نسل تست کارت تا دهه ۱۹۸۰ از نظر تکنولوژیکی منسوخ شده بود.

## طراحی
مونوسکوپ به لحاظ ساختاری به CRT (لامپ پرتوی کاتدی) شبیه بود که از یک سمت دارای یک تفنگ شلیک الکترون بود. با این حال، به جای یک صفحه نمایش با پوشش فسفری که تصویر را نشان بدهد، دارای یک صفحه فلزی بود که تصویر روی آن ایجاد می‌شد. همان‌طور که پرتو الکترونی صفحه هدف را اسکن می‌کرد، تعداد متغیری از الکترون‌ها از نقاط مختلف تصویر منعکس می‌شدند. الکترون‌های بازتاب شده توسط یک حلقه الکترود داخلی دریافت می‌شدند و یک سیگنال الکتریکی متغیر را تولید می‌کردند که بعد از تقویت به ویدئو تبدیل می‌شد.
این سیگنال یک تصویر ثابت دقیق از صفحه هدف را ایجاد می‌کرد؛ بنابراین، مونوسکوپ برای تولید تصاویر غیرمتحرک از قبیل الگوهای آزمایش سیگنال و کارت لوگوهای ایستگاه استفاده می‌شد. به عنوان مثال، تصویر کلاسیک سرخپوستی که برای آزمایش سیگنال تلویزیون توسط NBCمورد استفاده قرار گرفت، اغلب با استفاده از یک مونوسکوپ تولید می‌شد که در تصویر زیر نشان داده شده‌است

## استفاده

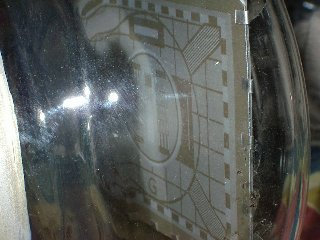
صفحه هدف در این تصویر کارت تست جی است.

مونوسکوپ‌ها در طیف گسترده‌ای از الگوهای و پیام‌های استاندارد در دسترس بودند و می‌توانستند یک تصویر سفارشی مانند لوگوی ایستگاه‌های ارسال سیگنال بسازند. "دوربین‌های مونوسکوپ" به‌طور گسترده‌ای برای تولید کارت آزمایش سیگنال، لوگوی ایستگاه، سیگنال‌های خاص برای اهداف آزمایش سیگنال و اعلان‌های استاندارد مانند "لطفاً منتظر بمانید" و "خدمات عادی از سر گرفته خواهد شد …" استفاده می‌شدند. استفاده از آن‌ها بهتر از این بود که یک دوربین را روبروی یک کارت روشن نگه دارند؛ یک دوربین گران را نمی‌شد دایم برای این کار نگه داشت، در عوض مونوسکوپ‌ها همیشه در دسترس بودند و هرگز اشتباه نمی‌کردند یا از فوکوس خارج نمی‌شدند. در واقع، با مقایسه تصویر مونوسکوپ و تصویر دوربین زنده از همان الگوی تست، مونو اسکوپ‌ها اغلب برای تنظیم دوربین‌های زنده استفاده می‌شدند.

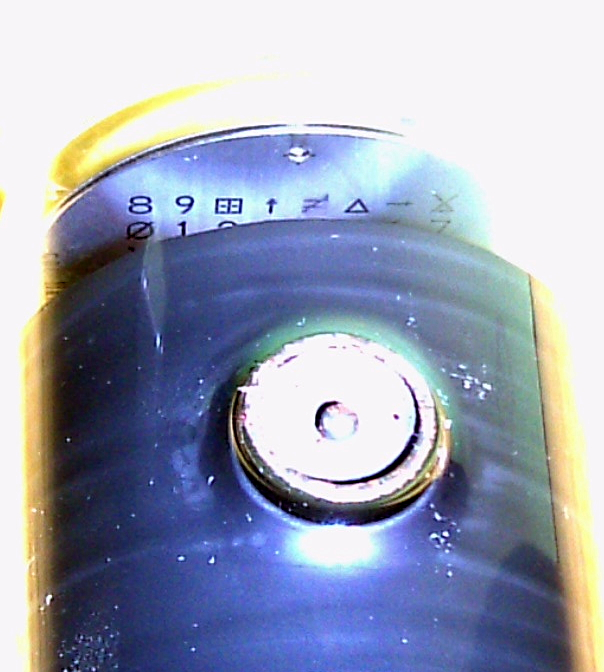
بخشی از صفحه مولد کاراکتر به همراه حروف و اعداد و علایم

قرار دادن یک دوربین الکترونیکی بر روی یک عنوان تک رنگ ثابت برای مدت زمان طولانی می‌توانست باعث سوختن تصویر روی صفحه هدف دوربین شود و حتی در موارد نادر، می‌توانست روی لایه فسفری مانیتور ثابت بماند.
مونوسکوپ‌ها برای ایجاد کاراکترهای متحرک برای رندر ویدئویی حالت متن در نمایشگرهای کامپیوتر برای مدت کوتاهی در دهه ۱۹۶۰ مورد استفاده قرار گرفت [۱] [۲] [۳] [۴]. مونوسکوپ‌ها این محبوبیت را در دهه ۱۹۶۰ به علت عدم توانایی در تولید کارت تست رنگ و تولید سیگنال الگوریتم تست تلویزیون حالت جامد از دست دادند.